# Löpmage

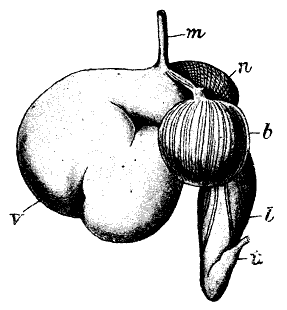
Magen hos idisslare (m - matstrupens slut, v - vommen, n - nätmagen, b - bladmagen, l - löpmagen, t - tunntarmens början).

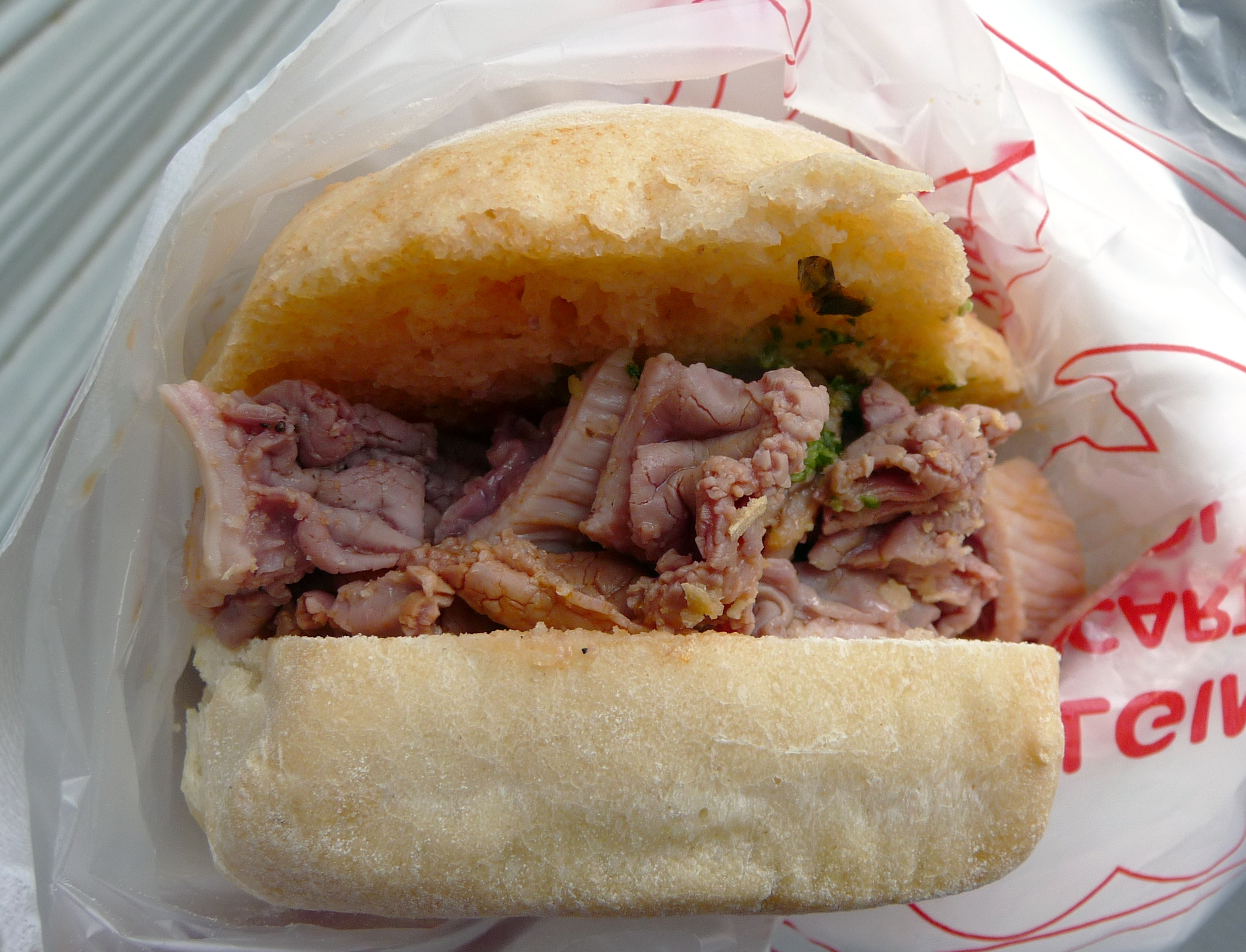
Lamperdetto, kokt löpmage används som smörgåspålägg i Italien

Löpmagen, abomasum, är en av de fyra magarna hos idisslare, och en av de tre magarna hos kameldjur. Löpmagen är den egentliga magsäcken och motsvarar den enkla magen hos andra djur.
De olika magdelarna hos idisslare är:
- Våm[4] (förmage)
- Nätmage[5] (förmage)
- Bladmage (förmage, saknas hos kameldjur, där den istället utgör början på löpmagen[2])
- Löpmage